# Gare de Villers-les-Pots
Pour les articles homonymes, voir Gare de Villers.
La gare de Villers-les-Pots est une gare ferroviaire française située sur la commune de Villers-les-Pots, dans le département de la Côte-d'Or. Sa desserte voyageurs, sur le réseau TER Bourgogne-Franche-Comté, a été interrompue en décembre 2017 ; une navette routière effectue la correspondance avec la gare d'Auxonne.

## Situation ferroviaire
Gare de bifurcation, elle est située au point kilométrique (PK) 343, 414 de la ligne de Dijon-Ville à Vallorbe (frontière) entre les gares de Collonges (Côte-d'Or) et d'Auxonne et au PK 34,9 de la ligne de Gray à Saint-Jean-de-Losne fermée au trafic des voyageurs. Son altitude est de 195 m.

## Historique

Schéma des anciennes installations ferroviaires. (Bifurcations avec la Ligne de Gray à Saint-Jean-de-Losne et avec la ligne de Ligne de Dijon-Ville à Vallorbe (frontière))

## Galerie de photographies

Vues de la gare de Villers-les-Pots
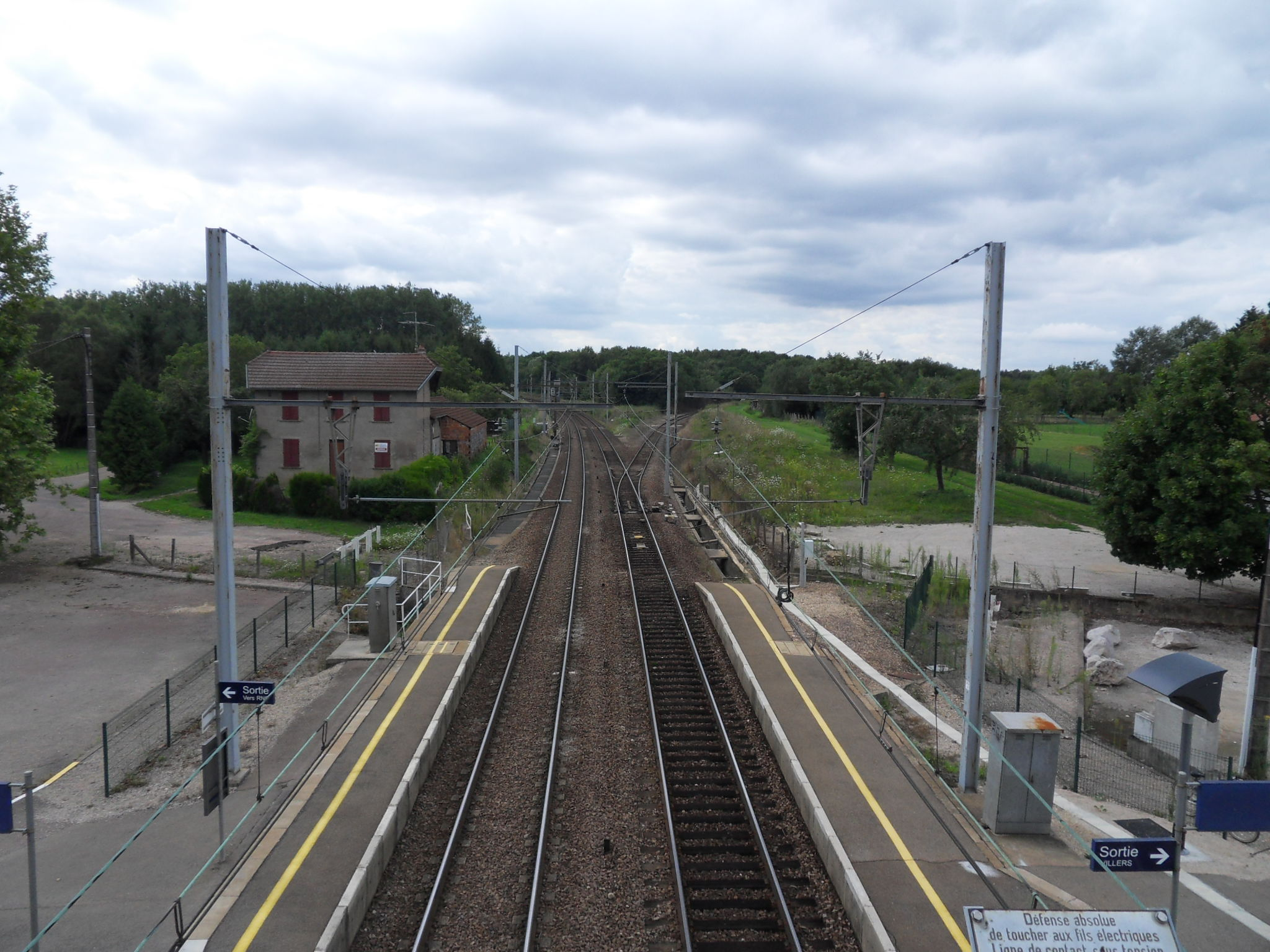
Vue partielle (réalisée depuis la passerelle), des quais côté Dijon et de l'aiguille de la bifurcation vers Gray
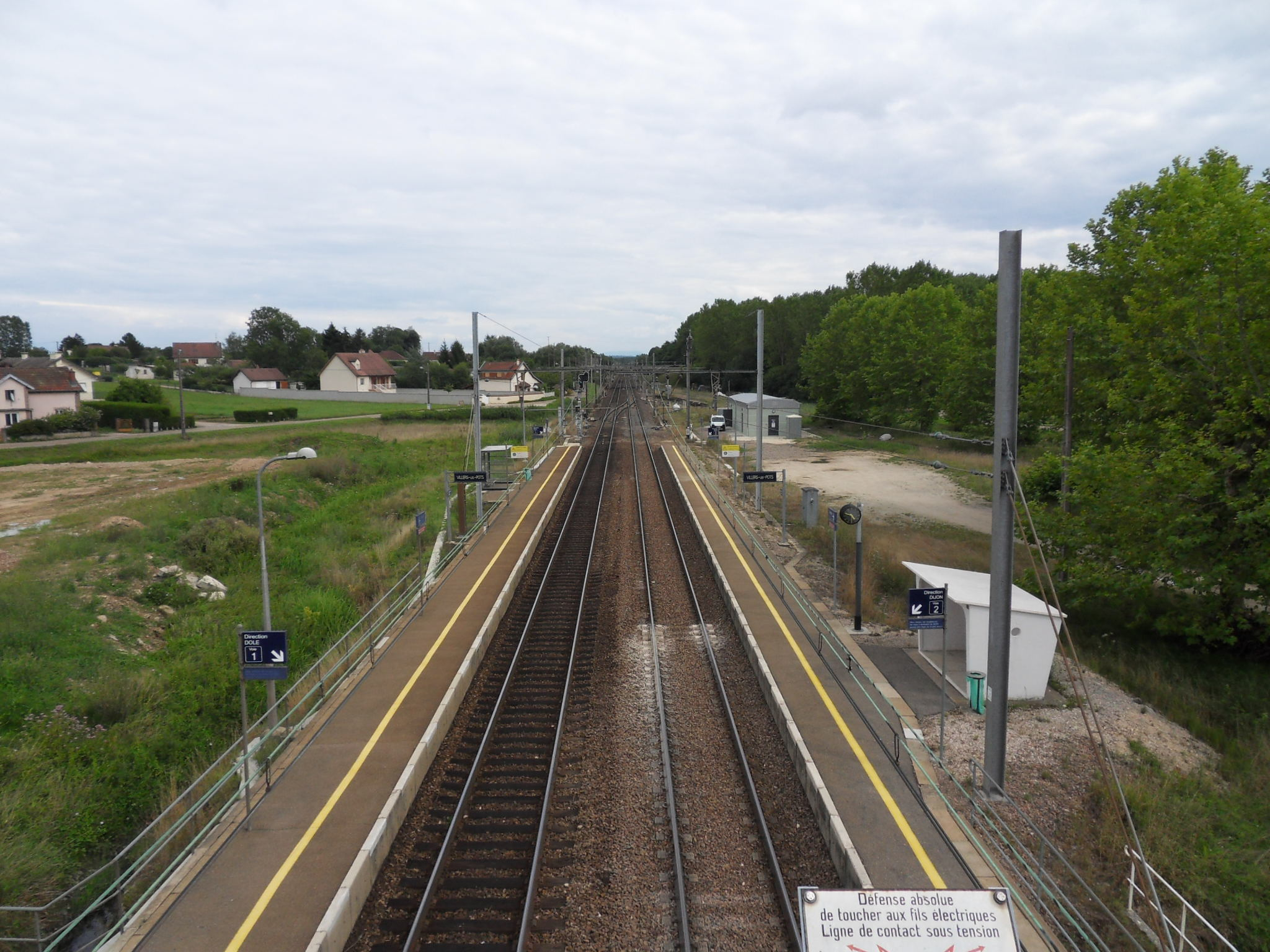
Vue partielle des quais (réalisée depuis la passerelle) côté Dole. On aperçoit au deuxième plan le bâtiment du centre technique du futur (au moment de la prise de vue) du PAI
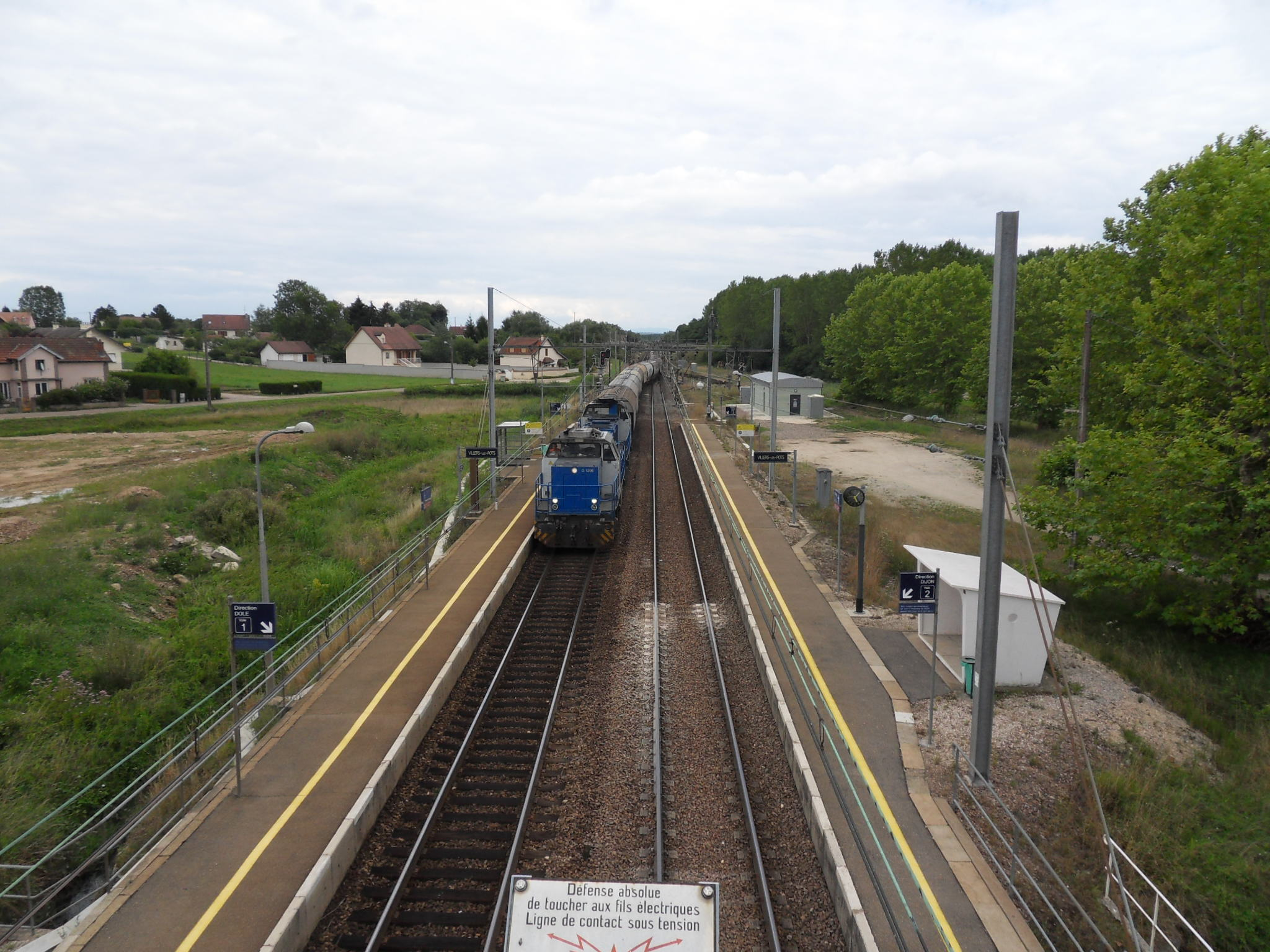
Vue partielle des quais (réalisée depuis la passerelle) côté Dole. Un train de Fret à destination de Gray est engagé sur voie 1, pour rejoindre quelques centaines de mètres plus loin la voie unique vers Gray
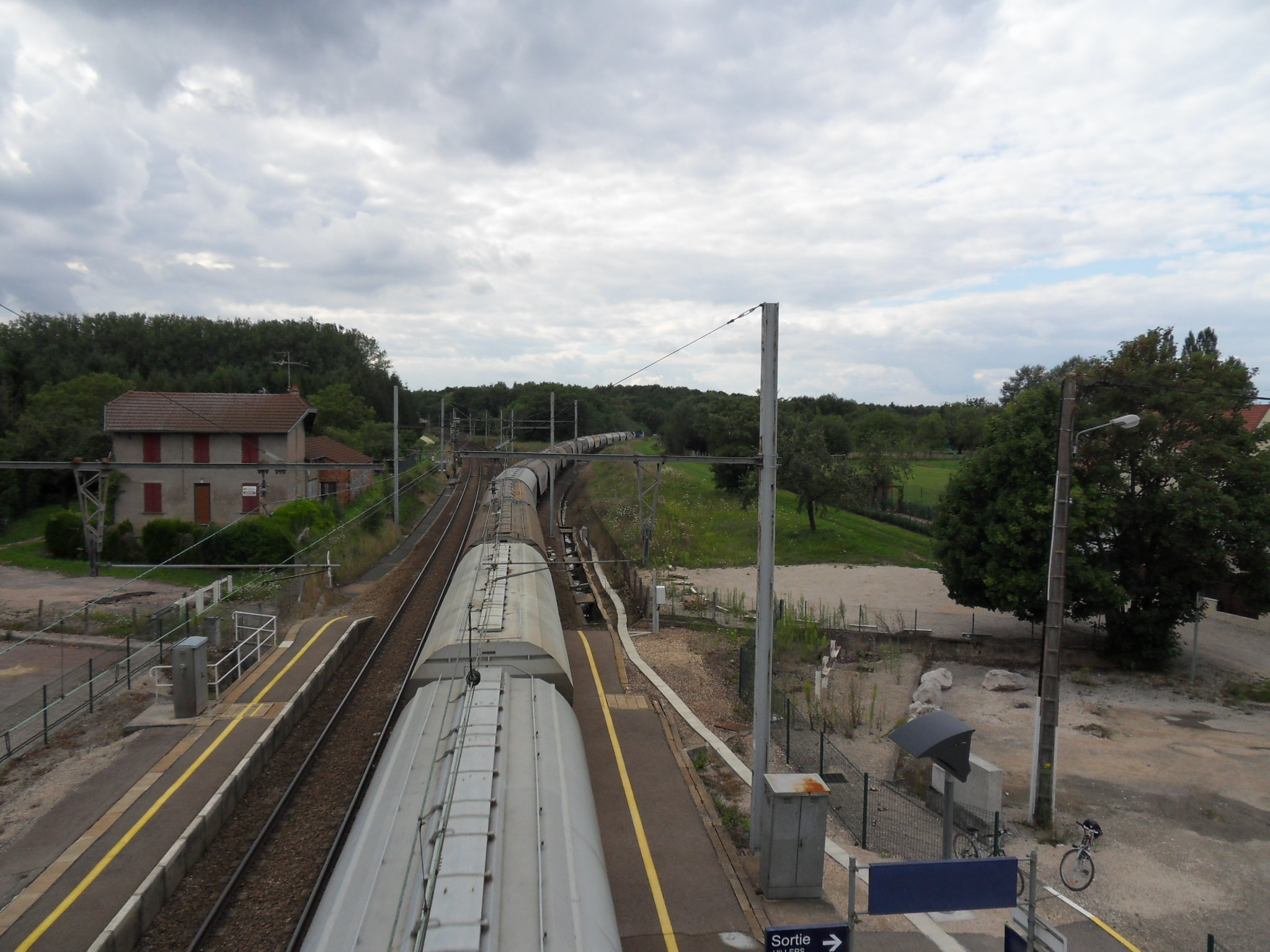
Un train de Fret à destination de Gray est engagé sur la voie unique vers Gray
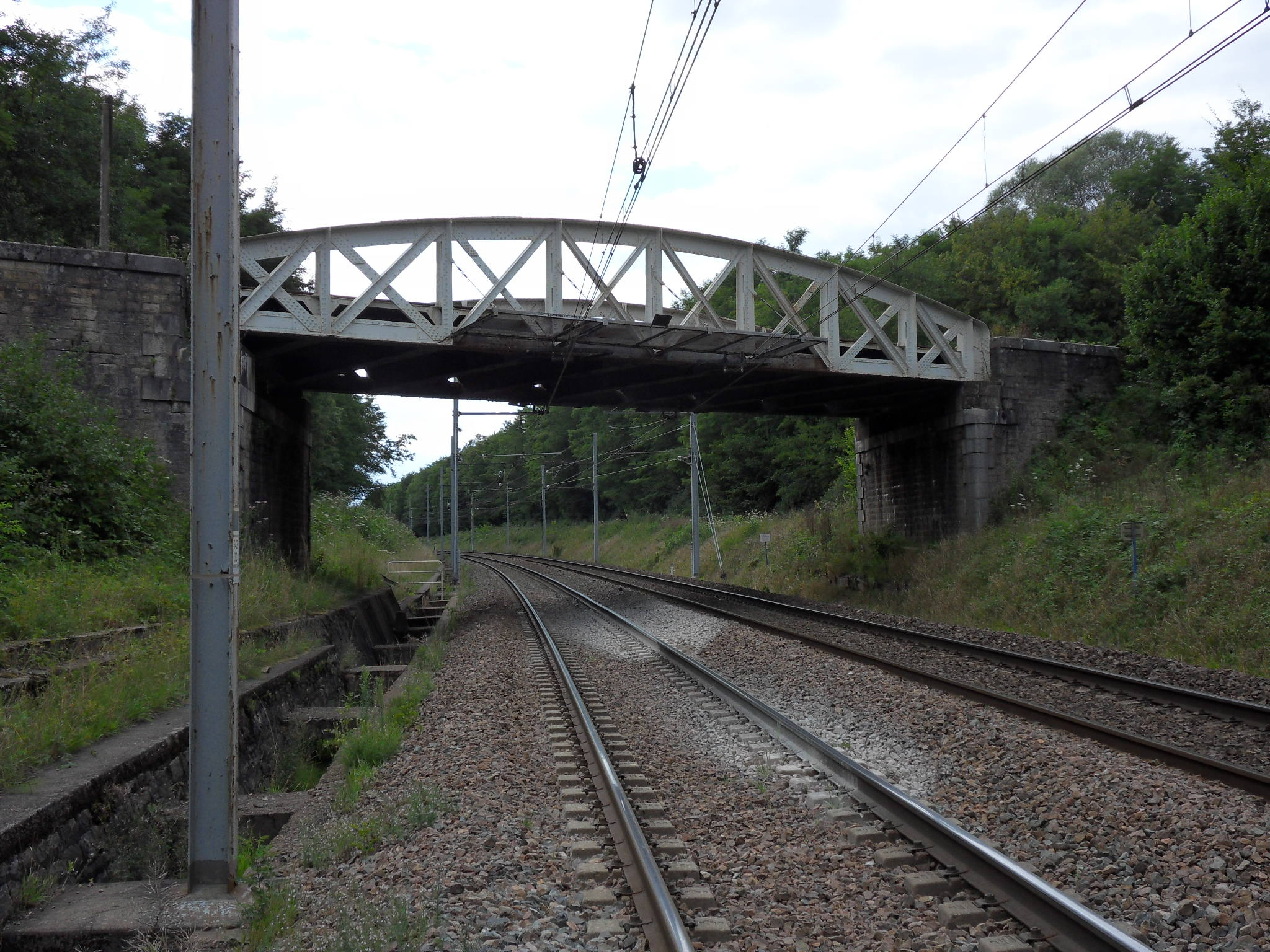
Le pont-rail de l'ancienne Ligne de Gray à Saint-Jean-de-Losne, coupant la ligne de Dijon-Ville à Vallorbe (frontière)